# Bélep
L'archipel des Bélep (prononcé [belɛp] ; Dau Ar en langue nyelâyu, soit littéralement « îles du Soleil ») est un petit archipel situé en Nouvelle-Calédonie dont il constitue l'extrémité nord. Il fait partie de la province Nord et de l'aire coutumière Hoot Ma Waap. Il constitue aussi une commune de Nouvelle-Calédonie, Bélep.

## Géographie
Situé en mer de Corail à 47 km au nord-ouest de l'extrémité septentrionale de la Grande Terre, cet archipel s'étale sur 36 km de long. À 100 km au nord-nord-ouest se trouvent les récifs d'Entrecasteaux, séparés de l'archipel des Bélep par le « Grand Passage », détroit de 500 à 600 mètres de fond. Elles sont composées pour l'essentiel de la grande île Art (ou Aar en nyelâyu) dont le chef-lieu est Waala, de la petite île Pott (Phwoc) voisine, de Dau Ac, et des îlots rocheux Daos nord et sud. Les sols sont avant tout constitués de roches magnésiennes et de fer oxydé rouge argileux. Il y a également une présence de cobalt, exploité sans grand succès à la fin du XIXe siècle. La partie du lagon néo-calédonien dans laquelle les Bélep se trouvent est l'une des six zones retenus en 2008 par l'Organisation des Nations unies pour l'éducation, la science et la culture (UNESCO) pour être classé au patrimoine mondial.
Seule Art est habitée, avec 867 individus en 2019 (16,5 hab./km2 sur cette île) qui sont, dans leur quasi-totalité (soit 99,7 % de sa population en 2019), des Kanak ou métis répartis en huit tribus toutes concentrées autour du chef-lieu Waala (siège de l'ancienne mission) sur la côte ouest. Pott fut également peuplée par le passé mais fut placée, à la fin du XIXe siècle, dans le domaine privé et ses habitants ont été obligés de se rendre sur Art, classée en réserve mélanésienne intégrale. Objet de revendications foncières des clans déplacés, une étude de l'Agence de développement rural et d'aménagement foncier (ADRAF) a été lancée pour leur réinstallation sur Pott.

## Histoire
Une mission mariste fut fondée en 1856 par le père Pierre Lambert à Waala, mais elle n'a qu'une existence éphémère, du fait du manque de missionnaires notamment, et quitte l'archipel des Bélep en 1875.
Les pères maristes les plus significatifs sont : 
- Pierre Lambert (1822-1903), missionnaire en Nouvelle-Calédonie de 1855 à sa mort en 1903, et notamment fondateur de la mission des Bélep entre 1856 et 1863,
- Jean Gilibert[2],[3] (1818-1891), officiant également à Arama, Wagap, Bondé, Bourail, Tyé, Ducos, etc.,
- Marie-Joseph Dubois[4],[5] (1913-1998), arrivé à Nouméa en 1938, qui a surtout officié à Maré, mais après un séjour à Bélep en 1940-1941,
- le père Gautret[6],

sont les seuls à avoir tenté de retracer l'histoire des populations « Béléma » avant l'arrivée des Européens. Le père Dubois a notamment compilé ces découvertes dans une Histoire résumée de Bélep de 72 pages, paru en 1985 et dans lequel il fait la synthèse de l'histoire traditionnelle (rapportée de manière orale) remontant jusqu'à 1510, avec surtout une généalogie de la chefferie. Le nom de Bélep provient d'un chef kanak du XVIe siècle à l'origine d'un des clans de ces îles.
D'autres contacts ont lieu par la suite avec des aventuriers européens, tels le métis (qui serait le fils d'un pasteur protestant et d'une tongienne) Sam Miller (décédé vers 1912), installé comme pêcheur de bêches de mer, négociant, charpentier de marine et exploitant de coprah, installé à Poum en 1866 puis sur l'île Art dans les années 1880, ayant épousé en secondes noces une Béléma, Foy Dawilo, de qui il a eu une descendance ayant fait souche dans l'archipel. Il pousse notamment les habitants de l'île à abandonner leurs pirogues traditionnelles au profit de cotres européens. Victime d'une avarie en mer à la fin de l'année 1890, il dérive jusqu'en Australie et ne revient plus jamais en Nouvelle-Calédonie. Sa fille, née de sa première union avec Marie Iaptagale (décédée en 1888, Anne-Ève Miller, a épousé à son tour un Béléma, Irénée Bouanaoué. Leur fils Raphaël Bouanaoué, infirmier, est l'un des fondateurs de l'Union des indigènes calédoniens amis de la liberté dans l'ordre (UICALO) en 1946, de l'Union calédonienne (UC) en 1953 ainsi que, cette même année, l'un des neuf premiers élus kanak au Conseil général et le premier délégué de la Nouvelle-Calédonie auprès de la Commission du Pacifique Sud (CPS). Leur petit-fils, neveu de Raphaël, Eymard Bouanaoué (1952-2002), maire de Bélep de 1983 à 2001, a été l'une des figures de l'UC, du Front de libération nationale kanak et socialiste (FLNKS) et de la lutte pour l'« Indépendance kanak socialiste » (IKS), avant de participer à la création de la plus modérée Fédération des comités de coordination indépendantistes (FCCI) en 1998. 

### 1878
À la suite de la révolte d'Ataï en 1878, les autorités coloniales en font un lieu de déportation de plusieurs centaines des insurgés, et les pères maristes reviennent à cette occasion.

### 1892-1898
L'administration ne commence à s'intéresser réellement à l'archipel des Bélep, éloignées, isolées et de tailles réduites, que lorsqu'elle doit faire face au développement de la lèpre. Elle décide ainsi d'installer à Waala, dans la réduction mariste, une léproserie en 1892, tandis qu'un décret du président de la République Sadi Carnot le 22 septembre 1893 prévoit d'y envoyer à terme toutes les personnes atteintes de cette maladie. L'installation de ce centre implique de vider les îles Art et Pott de leurs populations mélanésiennes, celle-ci étant alors exilée à la mission de Balade, située au nord-ouest de la Grande Terre, contre la promesse d'une indemnité de 15 000 F (ils n'en toucheront qu'un tiers, réclamant par la suite en vain le reste de la somme). Quoi qu'il en soit, cette expérience est un échec : le premier bateau ne transporte que 241 malades sur les 2 000 estimés alors par l'Église catholique. Pendant ses six ans d'existence, de 1892 à 1898, quatre autres convois ne vont amener que 109 pensionnaires supplémentaires à la léproserie de Waala, en grande majorité kanak. L'éloignement et l'isolement, vus à l'origine comme un atout pour tenter cette expérience, se révèle être un inconvénient majeur : les coûts de transports sont élevés, les ravitaillements et les visites d'un médecin (seulement quatre fois durant cette période) rares, la production sur l'île est insuffisante pour nourrir tous les malades qui se retrouvent bientôt dans une situation sanitaire catastrophique.
À la fin de l'année 1898, la léproserie centrale de Bélep est définitivement fermée et les patients sont renvoyés dans leurs tribus d'origine où ils sont juste maintenus à l'écart du reste de la population. De leur côté, les Béléma expatriés, tolérés uniquement par obligation par les Mélanésiens de la tribu de Balade qui les tiennent à l'écart, sont rassemblés par le père Levavasseur sur des terres arides, impropres à la culture. La perte des repères traditionnels, le manque d'eau provoque des ravages au sein de cette population, qui souffre de disettes chroniques devenu une véritable famine en 1894 et d'une épidémie de dysenterie qui fait trente morts dont plusieurs enfants. Finalement, après plusieurs requêtes effectuées par les chefs et le père Levavasseur aux autorités coloniales, et du fait de la fermeture imminente de la léproserie, les Béléma obtiennent le 20 avril 1898 la permission de retourner sur l'île Art (mais pas à Pott, à moins que les Kanak qui en sont originaires se mettent au service du colon à Pânan). Installés dans les locaux de l'ancien centre hansénien, les Béléma voient apparaître les premiers cas de lèpre parmi eux dès 1899, poussant le nouveau responsable de la mission mariste de Waala, le père Gautret, à installer une petite léproserie à Ilano.

### 1950
À la suite de l'abolition du code de l'indigénat en 1946 et à l'arrivée de Mélanésiens sur la scène politique locale, les Béléma originaires de Pott commencent à revendiquer la rétrocession de leur île d'origine. Jean Téambouéon, ancien « gardien » de Pott, précise les détails des actions de cette époque : « Accompagnés de Michaël Bouédaou qui était le délégué de l’Union des indigènes calédoniens amis de la liberté dans l'ordre, les gens du Conseil général, avec Maurice Lenormand, sont allés voir l’île et les installations du Blanc, monsieur Mary, qui était là-bas (à Pânan). Le colon a dit qu’il avait payé le bâtiment, le dock et la maison, le bateau aussi. En 1960, tous les habitants d’ici ont commencé à travailler le coprah pour payer l’île Phwoc ».

### 2010
Un incendie ravage une grande part de l'île en août 2016.

## Administration
Bélep est également une commune. Elle est dotée, comme tous les centres de populations majoritairement mélanésiens, d'une commission régionale à partir de 1947, devenue une commission municipale avec un maire en 1961 et finalement une commune de droit commun français en 1969. Son maire est depuis 2014 Jean-Baptiste Moilou (FLNKS-UPM). Elle est disputée depuis 1998 entre l'UPM (composante du FLNKS et de l'UNI), qui a détenu la mairie de 2001 à 2008 et depuis 2014, et la FCCI, mouvement indépendantiste plus modéré qui a contrôlé la commune de 1998 à 2001 et de 2008 à 2014. Elle n'a aucun élu anti-indépendantiste.
| Période                                  | Période  | Identité             | Étiquette                  | Qualité                                          |
| ---------------------------------------- | -------- | -------------------- | -------------------------- | ------------------------------------------------ |
| Les données manquantes sont à compléter. |          |                      |                            |                                                  |
| 1961                                     | 1972     | Mickaël Bouaedaou    | Union calédonienne         |                                                  |
| 1972                                     | 1983     | Édouard Wahoulo      | UC puis FI-UC              |                                                  |
| 1983                                     | 2001     | Eymard Bouanaoué     | FI puis FLNKS-UC puis FCCI | Président de la Commission permanente du Congrès |
| 2001                                     | 2008     | Jean-Baptiste Moilou | FLNKS-UNI-UPM              |                                                  |
| 2008                                     | 2014     | Albert Wahoulo       | FCCI                       |                                                  |
| 2014                                     | En cours | Jean-Baptiste Moilou | FLNKS-UNI-UPM              |                                                  |

## Démographie
L'évolution du nombre d'habitants est connue à travers les recensements de la population effectués dans la commune depuis 1956. À partir de 2006, les populations légales des communes sont publiées annuellement par l'Insee, mais la loi relative à la démocratie de proximité du 27 février 2002 a, dans ses articles consacrés au recensement de la population, instauré des recensements de la population tous les cinq ans en Nouvelle-Calédonie, en Polynésie française, à Mayotte et dans les îles Wallis-et-Futuna, ce qui n’était pas le cas auparavant. Ce recensement se fait en liaison avec l'Institut de la statistique et des études économiques (ISEE), institut de la statistique de la Nouvelle-Calédonie. Pour la commune, le premier recensement exhaustif entrant dans le cadre du nouveau dispositif a été réalisé en 2004, les précédents recensements ont eu lieu en 1996, 1989, 1983, 1976, 1969, 1963 et 1956.
En 2019, la commune comptait 867 habitants, en augmentation de 2,85 % par rapport à 2014 (Nouvelle-Calédonie : +0,98 %).
| 1956 | 1963 | 1969 | 1976 | 1983 | 1989 | 1996 | 2004 | 2009 |
| ---- | ---- | ---- | ---- | ---- | ---- | ---- | ---- | ---- |
| 529  | 573  | 551  | 624  | 686  | 745  | 923  | 930  | 895  |

| 2014 | 2019 | - | - | - | - | - | - | - |
| ---- | ---- | - | - | - | - | - | - | - |
| 843  | 867  | - | - | - | - | - | - | - |

## Infrastructures et désenclavement
La question du désenclavement de l'archipel des Bélep est un enjeu majeur. L'archipel possède un aéroport à Waala sur l'île Art (code AITA : BMY), desservi via Koumac par la compagnie domestique Air Calédonie (Aircal, deux rotations régulières hebdomadaires pour 2 h 30 de trajet depuis Nouméa) et par Air Loyauté (à la demande). Il est le moins fréquenté du Territoire, avec 190 passagers en 2009. Il s'agit d'un aérodrome provincial, géré par la Province Nord.
Bélep est d'autre part desservi par la mer par deux compagnies privées :
- Trans Express Nord qui assure le transport maritime de passagers entre Koumac, Poum et Waala, à travers deux rotations hebdomadaires opérées par le catamaran Seabreeze (capacité de 120 passagers et de 6 tonnes de fret, 3 h 30 de trajet depuis Koumac)[17],
- la SARL Tramanord et sa barge Béléma Nénéma (capacité maximale de 30 t, 4 h de voyage) entre Poum et Waala[18].

Les autres infrastructures publiques, outre la mairie, comportent un dispensaire (celui-ci a été vide pendant deux semaines en 2010 puisque, après deux agressions en deux semaines au mois de juillet, une au sabre et la seconde au fusil, faisant échos à l'assassinat le jour de noël 2003 d'une infirmière de ce dispensaire, les deux infirmiers en poste ont été rappelés sur la Grande Terre sur consigne de la Province Nord le 24 juillet 2010 pour revenir le 6 août suivant après l'incarcération des perturbateurs),, d'une gendarmerie (avec un personnel en permanence sur place seulement quelques jours par mois), d'une éducation primaire privé catholique et d'une agence de l'Office des postes et télécommunications (OPT). Aucun hôtel, gîte, restaurant ou autre prestataire de tourisme ne s'y est développé.
Le seul établissement scolaire est l'Ecole catholique de Wala, école primaire privée.

## Activités économiques
La pêche est la principale activité de la commune. Au 30 septembre 2008, 65 sur les 158 entreprises enregistrées au Répertoire d'identification des entreprises (RIDET) pour Bélep (41,14 %) appartenaient à ce secteur de production.
Le thazard du lagon (Scomberomorus commerson) est l'un des poissons les plus pêchés à Bélep, avec une moyenne annuelle d'environ 23 tonnes rapportées en 2007 et avant, et un point culminant à 50 tonnes pour un chiffre d’affaires de 42,645 millions de francs pacifique en 2009.
Le principal enjeu des années 2015-2020 est le passage de la pêche artisanale à la pêche industrielle de la coquille Saint-Jacques (''Amusium japonicum balloti'' (d) est l'espèce pêchée autour de Bélep), produit d'exception, à travers une société calédonienne : la SAS West Pacific Scallops, dont un des actionnaires est australien et gère 90 % des licences de pêche de cette même espèce de la côte ouest de l'Australie. Cette activité (pêche, détroquage, surgélation à bord du bateau, avant export vers Perth en vue du conditionnement, et envoi vers les clients finaux en Asie) pourrait limiter la fuite des jeunes vers le Grand-Nouméa.

## Tribus
- District Belep : St Joachim, St Joseph, St Louis, St Pierre, Ste Anne, Ste Marie, Ste Thérèse

## Culture et patrimoine
Selon Jean Gilibert (1818-1891), les gens des Belep se souviennent de diverses divinités : Doïbat, Kiemva, les Mandalats (dont Cabo Mandalat), les  génies Puenembas (dont Goaomaman).
Un article du n° 56 de la revue Mwà Veéé traite de Bélep, dont la culture .

### Lieux et monuments
- Église de Bélep.

## Personnalités
- Chefferies
- Teain Polo
  - Teain Belep, originaire de Hienghène, (et des Samoa),
  - Boueone,
  - Waoulo, dont Thalé Chaalé,
  - Amabili,
- Religieux
  - Pierre Lambert,
  - Jean Gilibert,
  - Marie-Joseph Dubois,
  - Père Gautret.